# Adrian Edqvist
Adrian Edqvist (sinh ngày 20 tháng 5 năm 1999) là một cầu thủ bóng đá người Thụy Điển thi đấu ở vị trí tiền đạo cho Kalmar FF ở Allsvenskan.